# Pteromalus divitissimus
Pteromalus divitissimus är en stekelart som beskrevs av Dalla Torre 1898. Pteromalus divitissimus ingår i släktet Pteromalus och familjen puppglanssteklar. Inga underarter finns listade i Catalogue of Life.